# 潮陽百欣小學
潮陽百欣小學（英語：Chiu Yang Por Yen Primary School），為香港一所津貼小學，位於元朗區天水圍新市鎮，於1993年創立，至2005年分拆為一所獨立全日制小學並遷入現址。

## 歷史
此校前身為設於同區天耀邨的香港潮陽小學下午校，於1993年與上午校一同創立。
鑑於政府鼓勵小學改為全日制，原校於2002年申請現址用地，以分拆下午校，並於翌年年初獲得批准。
至2005年，隨著現有校舍完工，原校亦於同年9月遷入；而由於此校在籌建期間，獲潮籍商人林百欣捐款350萬港元，以支付設備添置費，因此冠名為「潮陽百欣小學」。
其後，新校舍於翌年11月3日舉行開幕典禮，由時任財經事務及庫務局長馬時亨主禮。

## 歷任管治人員

### 校監
- 蔡衍濤先生（2005年-2016年，首任校監；2022年逝世）[4]
- 陳智文先生（2016年起，現任校監）

### 校長
- 林碧珠女士（2005年-2018年，首任校長，由香港潮陽小學下午校過渡）[6]
- 羅宇彤先生（2018年起，現任校長）

## 校舍
此校為一所特別設計的後期型小學千禧校舍，樓高8層，佔地6,041平方米，設30間課室及各種特別室，並與鄰近三所學校共用出入通道。校舍連同毗鄰的伊利沙伯中學舊生會湯國華中學，均由其士（建築）承建，於2003年10月動工，至2005年完工。
值得一提的，此校為全港最後一座由政府直接興建的小學千禧校舍，亦是最後一批採用30間課室設計的小學千禧校舍之一。

## 事件
- 2007年10月14日凌晨，患有精神病的婦人麥福娣（36歲）因不堪照顧患癌丈夫壓力，在天耀邨寓所將女兒陳寶兒（12歲）和兒子陳東文（9歲）用尼龍繩及棉被綑綁包裹從窗戶投下後，再跳樓自殺，三人均證實當場死亡[9]。由於兩姊弟均於此校就讀，教育局隨即派出專家，為相關師生提供緊急輔導[10]。
- 2022年6月21日晚上，中電位於元朗山貝河的高壓電纜橋發生爆炸，導致天水圍等地區停電。而由於天水圍北一帶需要較長時間才完成電力搶修工作，包括此校在內的14間當區學校翌日需停課一天[11]。

## 註解
1. ↑  2021/22年度[1]
2. ↑  2021/22年度[2]
3. ↑  其部分細部設計因應校方意見，而與同類校舍有較大出入，例如走廊轉角位置改為直角，部分外飾亦有所簡化。
4. ↑  包括伊利沙伯中學舊生會湯國華中學、萬鈞伯裘書院及香港青年協會李兆基書院。
5. ↑  另一座為香港仔聖伯多祿天主教小學。

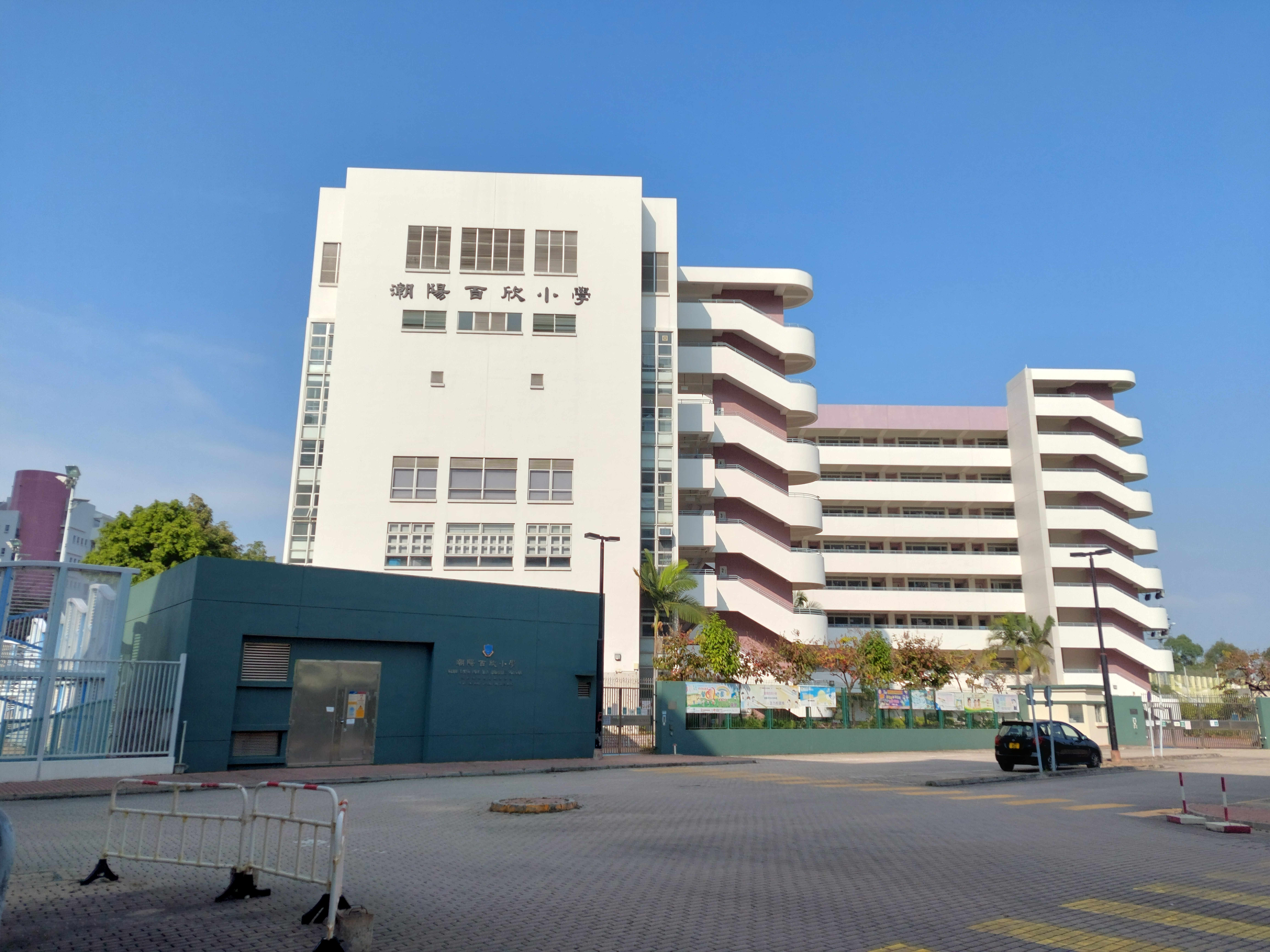
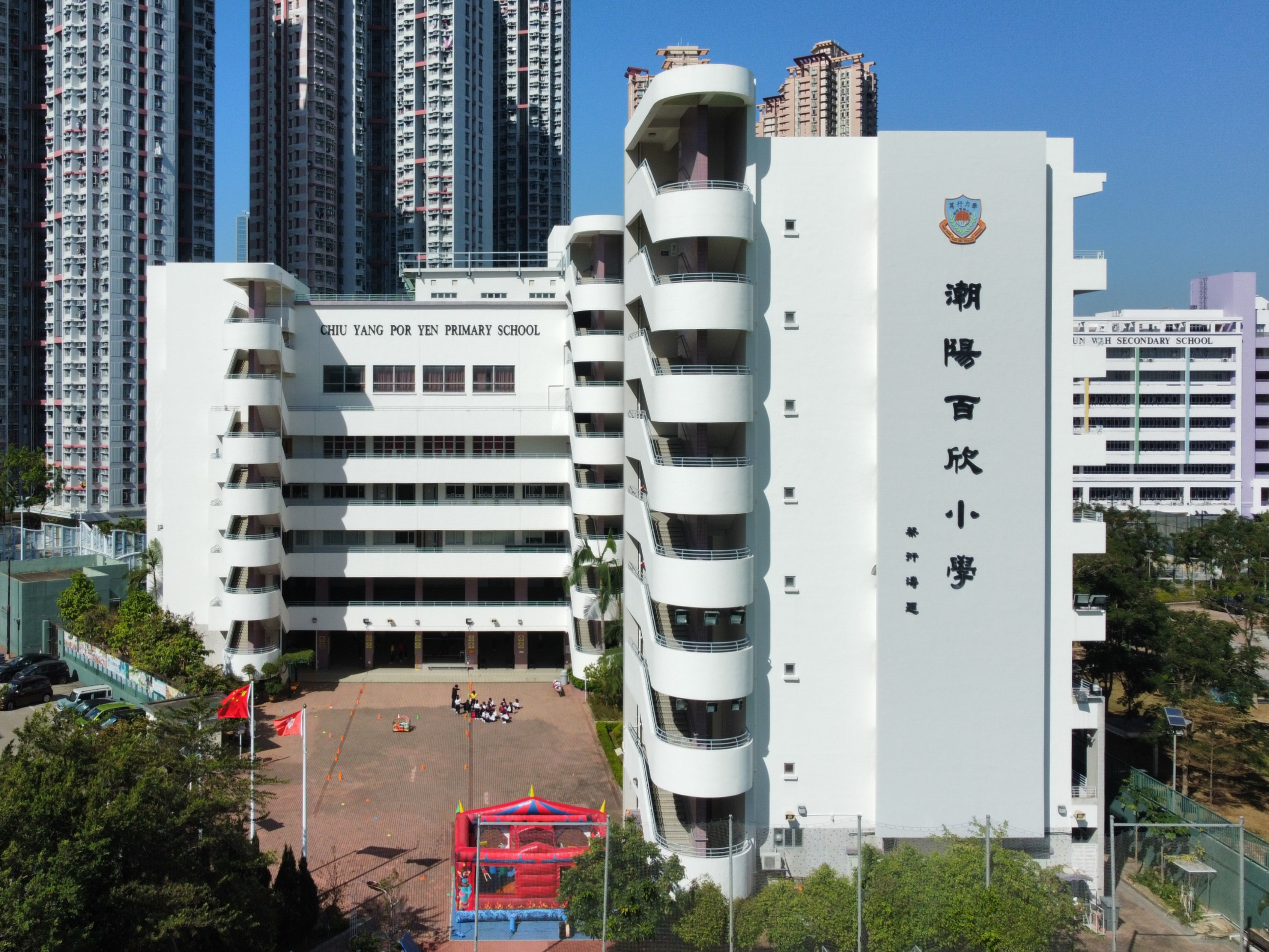

## 外部連結
- 潮陽百欣小學官方網頁 （页面存档备份，存于）

22°27′49″N 114°00′22″E / 22.463578°N 114.006242°E